# Lightsum
Lightsum (hangul:  라잇썸) (Stiliserat som LIGHTSUM) är en sydkoreansk tjejgrupp bildad av Cube Entertainment. Gruppen består av åtta medlemmar: Sangah, Chowon, Nayoung, Hina, Juhyeon, Yujeong, Huiyeon och Jian. Gruppen hade debut den 10 juni 2021 med deras singelalbum Vanilla.

## Karriär

### 2017-2020: Före debuten
Juhyeon deltog i The Unit: Idol Rebooting Project 2017–2018 där hon slutade på 25:e plats. Chowon, Nayoung och Yujeong deltog i Produce 48 2018 där de slutade på 13:e plats, 21:a plats, och 51:a plats. Det avslöjades senare att Chowon riggades ut ur Iz*One-uppställningen och att hennes riktiga slutliga ranking var 6:e plats. Juhyeon deltog senare i Dancing High 2018, men klarade inte utvärderingsomgången.

## 2021-nutid: Introduktion och debut
Den 15 april 2021 avslöjade Cube Entertainment att de skulle bilda en ny tjejgrupp, den första sedan (G)-Idle 2018. Medlemmarna avslöjades i par från den 19 till 22 april (i ordning: Juhyeon, Sangah, Chowon, Jian, Nayoung, Huiyeon, Hina och Yujeong). En videotrailer med alla åtta medlemmar avslöjades den 23 april 2021. Den 27 maj avslöjades det att Lightsum skulle släppa sitt debutsingelalbum Vanilla den 10 juni. Gruppen gjorde sin sändningsdebut på Mnets M Countdown den 10 juni där de framförde sin debutsingel.
Den 13 oktober släppte Lightsum sitt andra singelalbum Light a Wish, med "Vivace" som huvudsingel.